# Inez Dahl Torhaug
Inez Dahl Torhaug, född 3 april 2004 i Stockholm, är en svensk skådespelare. Hon är dotter till skådespelarna Henrik Dahl och Kirsti Torhaug.
Dahl Torhaug har bland annat medverkat i kortfilmerna Rebecka, Portrait of a Mother samt Jag tror jag är lite kär i dig. För den senare blev hon belönad med titeln Bästa kvinnliga biroll vid Grand OFF Award. Hon har även medverkat i TV-serien Det som göms i snö samt långfilmen UFO Sweden. För filmen UFO Sweden vann hon MovieZine Awards-priset för Årets genombrott 2022.

## Filmografi (i urval)
- 2016 – Rebecka, Portrait of a Mother
- 2018 – Jag tror jag är lite kär i dig
- 2021 – Det som göms i snö (TV-serie)
- 2022 – UFO Sweden

## Teater

### Roller
| År   | Roll     | Produktion                                                                        | Regi             | Teater            |
| ---- | -------- | --------------------------------------------------------------------------------- | ---------------- | ----------------- |
| 2024 | Jeanette | Tomten är far till alla barnen Monica Rolfner, Rikard Bergqvist och Mathias Venge | Rikard Bergqvist | Cirkus, Stockholm |